# Barrelpäule
Die Barrelpäule ist ein Naturschutzgebiet mit einer Größe von 40,524 ha in Halle (Westf.). Sie ist der Rest der ehemaligen Barrelheide. Das Gebiet wird mit der Nummer GT-018 geführt, 6 Hektar sind gleichzeitig FFH-Gebiet. Es wurde am 19. Juli 1937 ausgewiesen und ist damit unter den ältesten Naturschutzgebieten des Kreises Gütersloh.
Es wurde insbesondere zur Erhaltung eines seltenen Heiderestes mit Heideweihern, zum Bestandsschutz zahlreicher hochgradig gefährdeter Tier- und Pflanzenarten und zur Erhaltung und Pflege der Gewässer als Lebensraum für Amphibien und Libellen ausgewiesen.
Zu den gefährdeten Arten, die hier beheimatet sind, zählen unter anderem:
- Flutender Sellerie
- Gewöhnlicher Igelschlauch
- Schuppenfrüchtige Gelb-Segge
- Gewöhnliche Späte Gelb-Segge
- Binsenschneide
- Borsten-Schmiele
- Vielstängelige Sumpfbinse
- Alpen-Binse
- Europäischer Strandling
- Wechselblütiges Tausendblatt
- Gewöhnlicher Pillenfarn
- Grasblättriges Laichkraut
- Haarblättriger Wasserhahnenfuß
- Salzbunge

Das Gebiet ist aus einer dünenartigen Aufwehung entstanden und liegt in einem Grünland-Ackerkomplex. Es beinhaltet umgeben von Kiefermischwald mehrere Heideweiher. Je nach Elevation einerseits und Niederschlags- und Temperaturverhältnissen andererseits fallen die Flächen trocken oder werden überflutet. In der Westfälischen Bucht stellt die Barrelpäule eines der wertvollsten Vorkommen dieses Lebensraumes dar.
Im Oktober 2023 wurde in Folge eines Maßnahmekonzeptes für das FFH-Gebiet Barrelpäule mit umfangreichen Pflegemaßnahmen begonnen. Durch die Verfüllung eines durch Gänsekot und Laubeintrag mit Nährstoffen angereicherten Teichs sowie der Abtragung von sechs bewaldeten Inseln sollen Nährstoffeinträge in das Gebiet zukünftig reduziert werden. Die Pflegemaßnahme mit geschätzten Kosten von 120.000 Euro wurde von der Bezirksregierung Münster in Zusammenarbeit mit der Unteren Naturschutzbehörde umgesetzt.
Eine Kooperation der Stadtwerke Münster, der Stadt Halle (Westf.) und der Technischen Werke Osning veröffentlichte im November 2023 Pläne für den Bau einer Windkraftanlage mit einer Höhe von 200 Metern in direkter Nähe zum FFH-Gebiet Barrelpäule. Der voraussichtliche Standort befindet sich zusammen mit fünf weiteren geplanten Standorten im Biotopverbund Barrelpäule/Feuchtwiesen Hörste.
Trotz der Ausweisung als Naturschutzgebiet werden Heideweiher vereinzelt bei zugefrorener Wasseroberfläche zum Eislaufen benutzt.